# Monocross
Monocross is een Cantilever monoveersysteem voor de Yamaha crossers, uitgevonden door de Belg Lucien Tilkens. 
Het werd voor het eerst toegepast op de fabriekscrosser van Hakan Andersson in 1973, waarmee Yamaha de primeur had van de moderne monoveersystemen. Begin jaren tachtig werden de Yamaha crossers voorzien van een linksysteem zoals ook andere merken dat gebruikten, waarna snel de wegracers volgden. De naam mono cross bleef gehandhaafd. Zie ook Monoshock.